# Debbie Davies

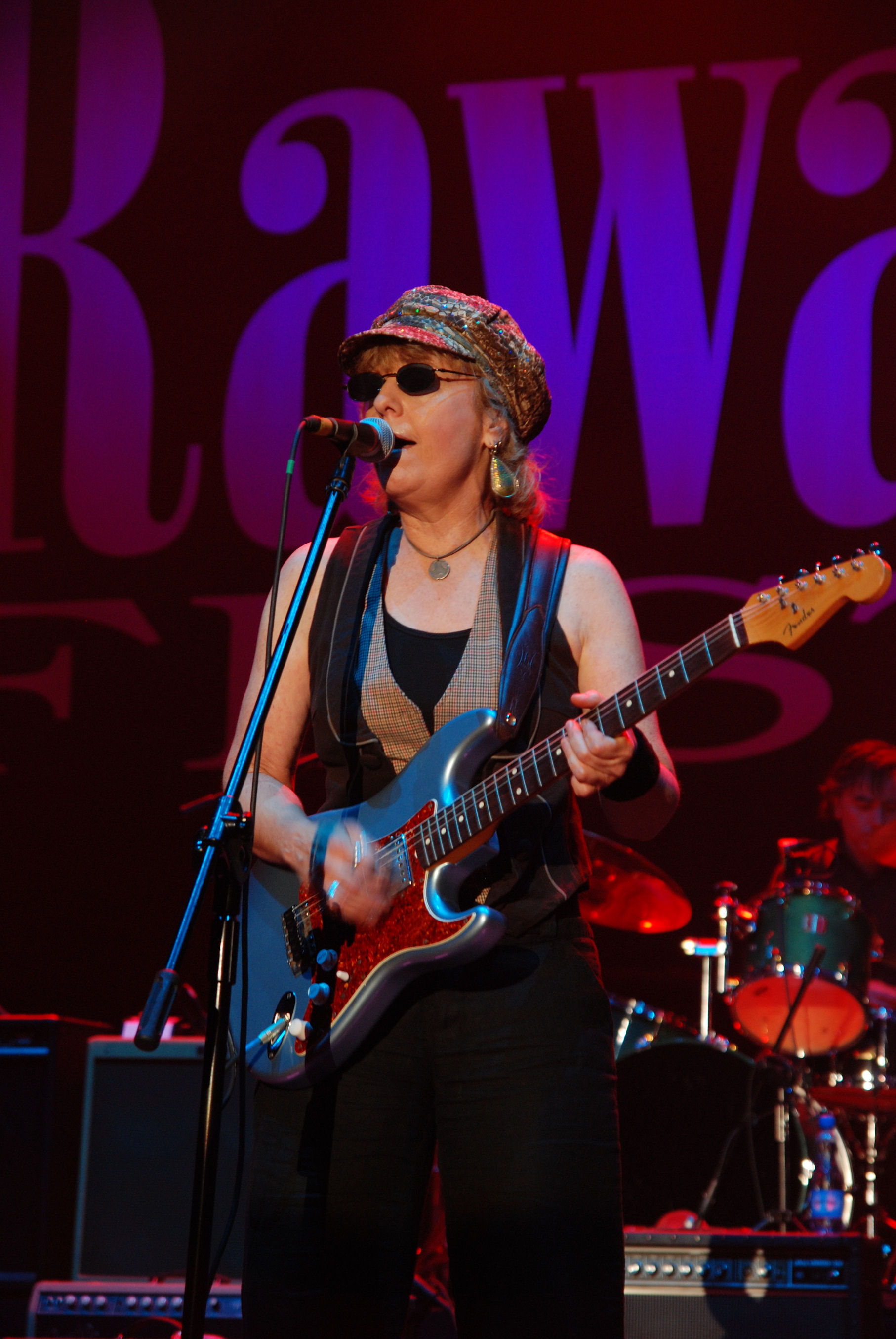
Debbie Davies beim Katowice Rawa Blues Festival 2008

Debbie Davies (* 22. August 1952, Los Angeles, Kalifornien) ist eine US-amerikanische Bluesgitarristin.

## Leben
Ihre musikalischen Kenntnisse erhielt sie von ihrem Vater, der Arrangements für Ray Charles schrieb und im Aufnahmestudio mit Frank Sinatra stand. Sie wuchs in den 1960er-Jahren in Los Angeles auf, als für sie als Mädchen nur die akustische Gitarre in Frage zu kommen schien, denn elektrische Gitarren galten nur für Buben als passend.
Als sie die britischen Blues- und Bluesrockbands – besonders Eric Clapton und John Mayalls Bluesbreakers – hörte, stand für sie fest, dass sie E-Gitarre spielen wollte. Sie wurde Gitarristin bei verschiedenen Frauenbands, darunter der von John Mayalls Frau gegründeten Band Maggie Mayall and the Cadillacs. Von 1988 bis 1991 spielte sie bei The Icebreakers, der Band von Albert Collins, dessen Einfluss auf ihr Gitarrespiel oft noch hörbar ist.
Neben ihrer solistischen Arbeit trat sie mit verschiedenen Bands und Musikern auf, darunter Double Trouble, J. Geils Band, Duke Robillard und Coco Montoya.

## Diskographie
- 1993: Picture This
- 1994: Loose Tonight
- 1997: I Got That Feeling mit Tab Benoit und Coco Montoya
- 1998: Round Every Corner
- 1998: Grand Union
- 1999: Homesick for the Road mit Tab Benoit und Kenny Neal
- 1999: Tales from the Austin Motel mit Double Trouble
- 2001: Love the Game
- 2003: Key to Love
- 2005: All I Found
- 2007: Blues Blast mit Charlie Musselwhite,Tab Benoit und Coco Montoya
- 2009: Holdin' Court[1]
- 2012: After The Fall
- 2015: Love Spin

## Auszeichnungen
Sie wurde achtmal für den Blues Music Award nominiert, so auch im Jahr 2010 als „Traditional Blues Female Artist of the Year“. 1997 wurde sie als „Best Contemporary Female Artist“ mit dem Blues Music Award ausgezeichnet.

## Zitate
- "Debbie is an incredible guitarist who plays with great taste and can cook like mad. Debbie plays from the heart and her heart has a lot to say. She inspires me. Besides being a fine musician she's also an outstanding person..." („Debbie ist eine unglaubliche Gitarristin, die mit viel Geschmack spielt und wie wahnsinnig kochen kann. Debbies Spiel kommt aus ihrem Herzen, und ihr Herz hat viel zu sagen. Sie ist nicht nur eine tolle Musikerin, sondern auch eine herausragende Persönlichkeit“) – CHARLIE MUSSELWHITE[3]

- "I don't often give endorsements or references, but once in a rare while I hear a musician of such talent that I want people to know. I believe my reputation backs up my ability to recognize exceptional blues guitarists. Such a one is Debbie Davies. Hear her now." („Ich empfehle oder befürworte nicht oft jemanden, aber einmal alle heiligen Zeiten höre ich einen so talentierten Musiker, dass die Leute es wissen sollen. Ich glaube, dass mich mein Ruf befähigt außergewöhnliche Bluesgitarristen zu erkennen. So jemand ist Debbie Davis. Hört sie!“) – JOHN MAYALL[3]